# Österbottniska Posten (1884–1968)
Österbottniska Posten (ÖP) var en veckolig dagstidning i Nykarleby. Tidningen grundades 1884 av kantor Johan Wilhelm Nessler och utgavs av den nesslerska släkten fram till 1968 då den togs över av Jakobstads Tidning och blev ett notis- och annonsorgan för Svenska Österbottens Ungdomsförbund.
Österbottniska posten var förutom lokalblad i Nykarleby med omnejd en förbindelselänk mellan österbottniska emigranter och hembygden.

## Historia

### Mellersta Österbotten
1881 köpte Nessler ett tryckeri och startade 1882 Nykarlebys första dagstidning, Mellersta Österbotten med pastor Johannes Bäck som redaktör. Mellersta Österbotten profilerade sig som ett kyrkligt lokalt blad för Nykarleby, Jakobstad och Gamlakarleby. Tidningen som inledningsvis hade en fennomansk vinkling led av språkstridigheter. Inför 1883 döptes tidningen om till Norra Posten, svekomanen Max Strömberg tog över som redaktör. Under Strömberg blev tidningen både svensksinnad och kallsinnig i religiösa frågor. Tvist uppstod mellan Strömberg och Nessler. Strömberg som hade förvärvat förlagsrätten slöt i slutet av året avtal med ett tryckeri i Vasa och Nessler stod utan tidning.

### Österbottniska Posten
Nessler vände sig till Anders Svedberg, en erfaren tidningsman som varit medarbetare på Mellersta Österbotten och erbjudits redaktörskapet efter Bäck. Svedberg ombads igen att bli redaktör, nu för en ny tidning. Han tackade ja och i januari 1884 publicerades det första numret av Österbottniska Posten.
Norra Posten och ÖP var lokalkonkurrenter en tid innan Norra Posten flyttade och blev lokaltidning för Gamlakarleby. Österbottniska Posten var förutom Nykarleby även lokalorgan för Jakobstad men hade ambitioner att omfatta hela norra Svenska Österbotten och att vara en länk mellan emigranter och hemlandet. Antalet prenumeranter uppgick det första året till cirka 800.
Svedberg blev så småningom upptagen med politik och andra sysslor. Tidningen saknade redaktör en lång tid innan J. W. Nesslers fru Mathilda tog över posten. Fru Nessler samarbetade med lektor Gustaf Hedström och V. K. E. Wichmann. Lektor Karl Johan Hagfors efterträdde fru Nessler 1905. Hagfors var Anders Svedbergs adept och liksom Svedberg var han som tidningsman pedagog. Under Hagfors tid bedrev tidningen en mera intensiv opinionsbildning. ÖP:s hållning var konstitutionell, svenskvänlig och folklig.
Hagfors efterträddes 1912 av överlärare Hjalmar Björkvall som i sin tur 1920 efterträddes av konstförvanten Joel Nilsson. 
Tidningens långvarigaste redaktör blev bankdirektör Einar Hedström, åren 1922–1945. Hedström som var infödd Nykarlebybo beredde plats i tidningen för artiklar av stort värde för stadens historia. ÖP utsattes i januari 1935 för konkurrens av den nystartade lokaltidningen Österbottniska Pressen, tidningens syfte var att överta ÖP och dess tryckeri, företaget misslyckades och tidningen lades ner i mars.
1945 övertog sparbanksdirektör Karl Finnström redaktörskapet. Liksom sin företrädare var Finnström ortsbo och strävade till att behålla tidningens karaktär av lokalorgan. Småbrukaren och journalisten Vilhelm Nyby var redaktör 1957–1963 och lyckades under sin tid öka antalet prenumeranter från under 1000 till över 2500. Han efterträddes av socionomen Ole Fagernäs från 1963 till 1965. Österbottniska Postens sista redaktör i sin uprsprungliga form blev läraren Ragnar Dahlstedt.

### Försäljning
Under tidningens sista år var den lokala förankringen oansenlig. Den 8 januari 1968 utkom det sista numret av Österbottniska Posten. Tidningen hade då existerat i 84 år och hade cirka 2100 prenumeranter varav 160 i Sverige och 60 i USA. Orsaken till att tidning och tryckeri såldes till Jakobstads Tidning skall ha varit att företaget var konkursmässigt och fastigheten fallfärdig.

## Österbottniska Posten efter 1968
Jakobstads Tidning fortsatte ge ut Österbottniska Posten. Men som notis- och annonsorgan för Svenska Österbottens Ungdomsförbund, tryckt i Jakobstad. Lokalnotiserna från Nykarleby övertogs av Jakobstads Tidning.